# Fritz von Scholz
Fritz von Scholz (9 de diciembre de 1896 - 28 de julio de 1944) fue un miembro de alto rango de las Waffen-SS durante la II Guerra Mundial y condecorado con la Cruz de Caballero de la Cruz de Hierro con Hojas de Roble y Espadas de la Alemania Nazi.

## Biografía
Nacido en 1896, Fritz von Scholz sirvió en la I Guerra Mundial con el Ejército austrohúngaro en 1914. Licenciado del ejército en 1919, Scholz fue miembro de la fuerza paramilitar del Freikorps desde 1921. Se unió a la rama austríaca del Partido Nazi (NSDAP) en 1932 (N.º 1304071), y después a las SA austriacas. Después de su participación en la violencia callejera, Scholz huyó a la Alemania Nazi a finales de 1933 para evitar el arresto. Se unió a las SS en 1937 (N.º 135638), sirviendo en la Legión Austríaca SS.
Scholtz empezó la II Guerra Mundial como comandante de batallón en el Regimiento-SS Der Führer, tomando parte en la Campaña Occidental de 1940 y después tomó el mando del Regimiento-SS Nordland, que en 1941 pasó a formar parte de la nueva División SS Wiking. Agregada al Grupo de Ejércitos Sur, la división tomó Tarnopol en Galicia a finales de junio de 1941. A principios de 1943, tomó el mando primero de la 1.ª Brigada de Infantería SS, agregada al Grupo de Ejércitos Centro, después de la 2.ª Brigada de Infantería SS compuesta mayormente por reclutas letones, bajo el mando del Grupo de Ejércitos Norte. El 20 de abril, Scholz fue nombrado comandante de la nueva División SS Nordland. La división pronto fue trasladada a Croacia donde entró en acción contra partisanos yugoslavos.
En enero de 1944, la división fue transferida al frente de Oranienbaum cerca de Leningrado y agregada al III Cuerpo SS Panzer bajo el mando del Grupo de Ejércitos Norte. La división se retiró al Narva y participó en las batallas por la cabeza de puente del Narva.
Scholz recibió las Hojas de Roble de su Cruz de Caballero el 12 de marzo de 1944. A finales de julio, después de lanzarse Ofensiva soviética del Narva, el Cuerpo se retiró de la ciudad de Narva y del río Narva en general, hacia las defensas de Tannenberg en las colinas de Sinimäed. El 27 de julio de 1944, Scholz fue herido en un bombardeo de artillería y murió al día siguiente. Se le concedieron póstumamente las Espadas para la Cruz de Caballero el 8 de agosto de 1944.

## Condecoraciones
- Cruz de Hierro 2ª Clase (17 de mayo de 1940) & 1ª Clase[2]
- Cruz Alemana en Oro el 22 de noviembre de 1941 como SS-Standartenführer en el SS-Regiment "Nordland"[3]
- Cruz de Caballero de la Cruz de Hierro con Hojas de Roble y Espadas
  - Cruz de Caballero el 18 de enero de 1942 como SS-Oberführer y comandante del SS-Regiment "Nordland"[1][4]
  - 423ª Hojas de Roble el 12 de marzo de 1944 como SS-Brigadeführer de las Waffen-SS y comandante de la 11. SS-Freiwilligen-Panzergrenadier-Division "Nordland"[1]
  - 85.ª Espadas el 8 de agosto de 1944 (póstumamente) como SS-Gruppenführer de las Waffen-SS y comandante de la 11. SS-Panzergrenadier-Division "Nordland"[1]